# Kvalifikace na Mistrovství světa ve fotbale 2014 (UEFA)
Kvalifikace na Mistrovství světa ve fotbale 2014 zóny UEFA určila 13 účastníků finálového turnaje.
Evropská kvalifikace začala v září 2012 po Mistrovství Evropy ve fotbale 2012. Týmy byly rozlosovány do osmi skupin po šesti týmech a jedné pětičlenné skupiny. Devět vítězů jednotlivých skupin postoupilo přímo na mistrovství světa. Týmy na druhých místech byly seřazeny do žebříčku, ve kterém se počítaly pouze zápasy s prvním, třetím, čtvrtým a pátým týmem dané skupiny. Osm nejlepších týmů podle tohoto žebříčku hrálo baráž o zbylé čtyři místenky.

## Losovací koše
Pro seřazení do losovacích košů byl použit žebříček FIFA z července 2011. Do každé ze skupin byl nalosován jeden tým z každého koše. Výjimkou bylo, že se v jedné skupině nesměly z politických důvodů potkat týmy Arménie a Ázerbájdžánu, a také Gruzie a Rusko. Los se uskutečnil 30. července 2011 v Rio de Janeiru.
| Koš 1                                                                          | Koš 2                                                                      | Koš 3                                                                               | Koš 4                                                                         | Koš 5                                                                                 | Koš 6                                                                        |
| ------------------------------------------------------------------------------ | -------------------------------------------------------------------------- | ----------------------------------------------------------------------------------- | ----------------------------------------------------------------------------- | ------------------------------------------------------------------------------------- | ---------------------------------------------------------------------------- |
| Španělsko Nizozemsko Německo Anglie Portugalsko Itálie Chorvatsko Norsko Řecko | Francie Černá Hora Rusko Švédsko Dánsko Slovinsko Turecko Srbsko Slovensko | Švýcarsko Izrael Irsko Belgie Česko Bosna a Hercegovina Bělorusko Ukrajina Maďarsko | Bulharsko Rumunsko Gruzie Litva Albánie Skotsko Severní Irsko Rakousko Polsko | Arménie Finsko Estonsko Kypr Lotyšsko Moldavsko Makedonie Ázerbájdžán Faerské ostrovy | Wales Lichtenštejnsko Island Kazachstán Lucembursko Malta Andorra San Marino |

## Kvalifikační skupiny

### Skupina A
| Tým        | Z  | V | R | P | VG | IG | +/- | B  |
| ---------- | -- | - | - | - | -- | -- | --- | -- |
| Belgie     | 10 | 8 | 2 | 0 | 18 | 4  | +14 | 26 |
| Chorvatsko | 10 | 5 | 2 | 3 | 12 | 9  | +3  | 17 |
| Srbsko     | 10 | 4 | 2 | 4 | 18 | 11 | +7  | 14 |
| Skotsko    | 10 | 3 | 2 | 5 | 8  | 12 | -4  | 11 |
| Wales      | 10 | 3 | 1 | 6 | 9  | 20 | -11 | 10 |
| Makedonie  | 10 | 2 | 1 | 7 | 7  | 16 | -9  | 7  |

- Belgie postoupila na Mistrovství světa ve fotbale 2014.
- Chorvatsko postoupilo do evropské baráže.

### Skupina B
| Tým       | Z  | V | R | P | VG | IG | +/- | B  |
| --------- | -- | - | - | - | -- | -- | --- | -- |
| Itálie    | 10 | 6 | 4 | 0 | 19 | 9  | +10 | 22 |
| Dánsko    | 10 | 4 | 4 | 2 | 17 | 12 | +5  | 16 |
| Česko     | 10 | 4 | 3 | 3 | 13 | 9  | +4  | 15 |
| Bulharsko | 10 | 3 | 4 | 3 | 14 | 9  | +5  | 13 |
| Arménie   | 10 | 4 | 1 | 5 | 12 | 13 | -1  | 13 |
| Malta     | 10 | 1 | 0 | 9 | 5  | 28 | -23 | 3  |

- Itálie postoupila na Mistrovství světa ve fotbale 2014.

### Skupina C
| Tým             | Z  | V | R | P | VG | IG | +/- | B  |
| --------------- | -- | - | - | - | -- | -- | --- | -- |
| Německo         | 10 | 9 | 1 | 0 | 36 | 10 | +26 | 28 |
| Švédsko         | 10 | 6 | 2 | 2 | 19 | 14 | +5  | 20 |
| Rakousko        | 10 | 5 | 2 | 3 | 20 | 10 | +10 | 17 |
| Irsko           | 10 | 4 | 2 | 4 | 16 | 17 | -1  | 14 |
| Kazachstán      | 10 | 1 | 2 | 7 | 6  | 21 | -15 | 5  |
| Faerské ostrovy | 10 | 0 | 1 | 9 | 4  | 29 | -25 | 1  |

- Německo postoupilo na Mistrovství světa ve fotbale 2014.
- Švédsko postoupilo do evropské baráže.

### Skupina D
| Tým        | Z  | V | R | P  | VG | IG | +/- | B  |
| ---------- | -- | - | - | -- | -- | -- | --- | -- |
| Nizozemsko | 10 | 9 | 1 | 0  | 34 | 5  | +29 | 28 |
| Rumunsko   | 10 | 6 | 1 | 3  | 19 | 12 | +7  | 19 |
| Maďarsko   | 10 | 5 | 2 | 3  | 21 | 20 | +1  | 17 |
| Turecko    | 10 | 5 | 1 | 4  | 16 | 9  | +7  | 16 |
| Estonsko   | 10 | 2 | 1 | 7  | 6  | 20 | -14 | 7  |
| Andorra    | 10 | 0 | 0 | 10 | 0  | 30 | -30 | 0  |

- Nizozemsko postoupilo na Mistrovství světa ve fotbale 2014.
- Rumunsko postoupilo do evropské baráže.

### Skupina E
| Tým       | Z  | V | R | P | VG | IG | +/- | B  |
| --------- | -- | - | - | - | -- | -- | --- | -- |
| Švýcarsko | 10 | 7 | 3 | 0 | 17 | 6  | +11 | 24 |
| Island    | 10 | 5 | 2 | 3 | 17 | 15 | +2  | 17 |
| Slovinsko | 10 | 5 | 0 | 5 | 14 | 11 | +3  | 15 |
| Norsko    | 10 | 3 | 3 | 4 | 10 | 13 | -3  | 12 |
| Albánie   | 10 | 3 | 2 | 5 | 9  | 11 | -2  | 11 |
| Kypr      | 10 | 1 | 2 | 7 | 4  | 15 | -11 | 5  |

- Švýcarsko postoupilo na Mistrovství světa ve fotbale 2014.
- Island postoupil do evropské baráže.

### Skupina F
| Tým           | Z  | V | R | P | VG | IG | +/- | B  |
| ------------- | -- | - | - | - | -- | -- | --- | -- |
| Rusko         | 10 | 7 | 1 | 2 | 20 | 5  | +15 | 22 |
| Portugalsko   | 10 | 6 | 3 | 1 | 20 | 9  | +11 | 21 |
| Izrael        | 10 | 3 | 5 | 2 | 19 | 14 | +5  | 14 |
| Ázerbájdžán   | 10 | 1 | 6 | 3 | 7  | 11 | -4  | 9  |
| Severní Irsko | 10 | 1 | 4 | 5 | 9  | 17 | -8  | 7  |
| Lucembursko   | 10 | 1 | 3 | 6 | 7  | 26 | -19 | 6  |

- Rusko postoupilo na Mistrovství světa ve fotbale 2014.
- Portugalsko postoupilo do evropské baráže.

### Skupina G
| Tým                 | Z  | V | R | P | VG | IG | +/- | B  |
| ------------------- | -- | - | - | - | -- | -- | --- | -- |
| Bosna a Hercegovina | 10 | 8 | 1 | 1 | 30 | 6  | +24 | 25 |
| Řecko               | 10 | 8 | 1 | 1 | 12 | 4  | +8  | 25 |
| Slovensko           | 10 | 3 | 4 | 3 | 11 | 10 | +1  | 13 |
| Litva               | 10 | 3 | 2 | 5 | 9  | 11 | -2  | 11 |
| Lotyšsko            | 10 | 2 | 2 | 6 | 10 | 20 | -10 | 8  |
| Lichtenštejnsko     | 10 | 0 | 2 | 8 | 4  | 25 | -21 | 2  |

- Bosna a Hercegovina postoupila na Mistrovství světa ve fotbale 2014.
- Řecko postoupilo do evropské baráže.

### Skupina H
| Tým        | Z  | V | R | P  | VG | IG | +/- | B  |
| ---------- | -- | - | - | -- | -- | -- | --- | -- |
| Anglie     | 10 | 6 | 4 | 0  | 31 | 4  | +27 | 22 |
| Ukrajina   | 10 | 6 | 3 | 1  | 28 | 4  | +24 | 21 |
| Černá Hora | 10 | 4 | 3 | 3  | 18 | 17 | +1  | 15 |
| Polsko     | 10 | 3 | 4 | 3  | 18 | 12 | +6  | 13 |
| Moldavsko  | 10 | 3 | 2 | 5  | 12 | 17 | -5  | 11 |
| San Marino | 10 | 0 | 0 | 10 | 1  | 54 | -53 | 0  |

- Anglie postoupila na Mistrovství světa ve fotbale 2014.
- Ukrajina postoupila do evropské baráže.

### Skupina I
| Tým       | Z | V | R | P | VG | IG | +/- | B  |
| --------- | - | - | - | - | -- | -- | --- | -- |
| Španělsko | 8 | 6 | 2 | 0 | 14 | 3  | +11 | 20 |
| Francie   | 8 | 5 | 2 | 1 | 15 | 6  | +9  | 17 |
| Finsko    | 8 | 2 | 3 | 3 | 5  | 9  | -4  | 9  |
| Gruzie    | 8 | 1 | 2 | 5 | 3  | 10 | -7  | 5  |
| Bělorusko | 8 | 1 | 1 | 6 | 7  | 16 | -9  | 4  |

- Španělsko postoupilo na Mistrovství světa ve fotbale 2014.
- Francie postoupila do evropské baráže.

## Baráž
Do baráže postoupilo nejlepších 8 týmů na druhých místech. Jeden tým tak přímo vypadnul, přestože se umístil ve své skupině na druhé příčce. Do žebříčku týmů na druhých místech se nepočítaly výsledky se šestými týmy v dané skupině, aby nebyla pětičlenná skupina znevýhodněna.

### Žebříček týmů na druhých místech
| Sk. | Tým         | Z | V | R | P | VG | IG | +/- | B  | 6. tým          |
| --- | ----------- | - | - | - | - | -- | -- | --- | -- | --------------- |
| G   | Řecko       | 8 | 6 | 1 | 1 | 9  | 4  | +5  | 19 | Lichtenštejnsko |
| I   | Francie     | 8 | 5 | 2 | 1 | 15 | 6  | +9  | 17 | —               |
| F   | Portugalsko | 8 | 4 | 3 | 1 | 15 | 8  | +7  | 15 | Lucembursko     |
| H   | Ukrajina    | 8 | 4 | 3 | 1 | 11 | 4  | +7  | 15 | San Marino      |
| C   | Švédsko     | 8 | 4 | 2 | 2 | 15 | 13 | +2  | 14 | Faerské ostrovy |
| E   | Island      | 8 | 4 | 2 | 2 | 15 | 14 | +1  | 14 | Kypr            |
| D   | Rumunsko    | 8 | 4 | 1 | 3 | 11 | 12 | -1  | 13 | Andorra         |
| A   | Chorvatsko  | 8 | 3 | 2 | 3 | 9  | 8  | +1  | 11 | Makedonie       |
| B   | Dánsko      | 8 | 2 | 4 | 2 | 9  | 11 | -2  | 10 | Malta           |

### Losovací koše
Los baráže proběhnul 21. října 2013 v Curychu. Proti každému týmu z koše 1 byl nalosován tým z koše 2.
| Koš 1                                                     | Koš 2                                               |
| --------------------------------------------------------- | --------------------------------------------------- |
| Portugalsko (14) Řecko (15) Chorvatsko (18) Ukrajina (20) | Francie (21) Švédsko (25) Rumunsko (29) Island (46) |

- V závorkách je uvedeno umístění jednotlivých týmů v žebříčku FIFA z října 2013, který byl rozhodující pro nasazení do košů.

### Zápasy
Úvodní zápasy byly hrány 15., odvety 19. listopadu 2013.
| Domácí v 1. zápase | Celkem | Hosté v 1. zápase | 1. zápas | 2. zápas |
| ------------------ | ------ | ----------------- | -------- | -------- |
| Portugalsko        | 4:2    | Švédsko           | 1:0      | 3:2      |
| Ukrajina           | 2:3    | Francie           | 2:0      | 0:3      |
| Řecko              | 4:2    | Rumunsko          | 3:1      | 1:1      |
| Island             | 0:2    | Chorvatsko        | 0:0      | 0:2      |

Týmy  Portugalsko,  Francie,  Řecko a  Chorvatsko postoupily na Mistrovství světa ve fotbale 2014.

## Statistika
Údaje platné pouze k zóně UEFA v tomto kvalifikačním cyklu (včetně případné baráže):
Nejlepší střelec
- Robin van Persie (11 gólů)

Mužstvo s nejvíce nastřílenými brankami
- Německo (36 gólů, skóre 36:10, průměr 3,6 vstřelených gólů na zápas, 10 odehraných zápasů, 9 výher, 1 remíza, 0 proher)